# Моріс Жермо
Моріс Жермо (17 листопада 1872, Віші, Франція — 6 серпня 1958, там само) — французький тенісист триразовий переможець Відкритого чемпіонату Франції з тенісу.

## Кар'єра
Моріс Жермо мав дуже довгу і вдалу кар'єру. За 20 років він тричі перемагав на Ролан Гаррос, і тричі доходив там до фіналу. Найкращим виступом на Вімблдоні став чвертьфінал 1914 року.
Найбільш значущим досягненням Жермо можна вважати золоту медаль Олімпіади 1912 у Стокгольмі у парному розряді (разом із Андре Гобером).
Серед уболівальників отримав прізвисько Фіфі.

## Фінали турнірів Великого шолома

### Перемоги
| Рік  | Турнір       | Суперник у фіналі | Рахунок у фіналі            |
| 1905 | Ролан Гаррос | Андре Вашеро      | 6-1, 3-6, 5-7, 20-18, 25-23 |
| 1906 | Ролан Гаррос | Макс Декюжі       | 5-7, 6-3, 6-4, 1-6, 6-3     |
| 1910 | Ролан Гаррос | Франсуа Бланші    | 6-1, 6-3, 4-6, 6-3          |

### Поразки
| Рік  | Турнір       | Суперник у фіналі | Рахунок у фіналі        |
| 1908 | Ролан Гаррос | Макс Декюжі       | 6-2, 6-1, 3-6, 10-8     |
| 1909 | Ролан Гаррос | Макс Декюжі       | 3-6, 2-6, 6-4, 6-4, 6-4 |
| 1911 | Ролан Гаррос | Андре Гобер       | 6-1, 8-6, 7-5           |